# Pont de Viu de Llevata
El Pont de Viu de Llevata és un monument del municipi del Pont de Suert protegit com a bé cultural d'interès local.

## Descripció
El pont de Viu de Llevata està situat al costat est del nucli, al camí que comunica el poble amb Hostalets, Erta i Sas, per salvar el barranc del mateix nom. Es tracta d'un pont d'un sol ull, format per dos paraments laterals de carreus més o menys treballats, entre els que segurament hi ha un reblert de runa o rocalla resultant de la construcció, fins a arribar al nivell on està col·locat el paviment. La sola del pont del Remei té una amplada de 2 m. Els paredons que confinen el tauler tenen una amplada de 2 m. Els paredons que confinen el tauler tenen una alçada de 0,40 m per 0,40 m d'amplada a ambdós costats i són la continuació dels paretons laterals. L'estat de conservació és deficient degut a la important vegetació que l'envolta i que fins i tot creix sobre el tauler. Un dels paretons s'ha ensorrat parcialment i ha afectat al tauler en aquest punt.

## Història
No s'ha trobat cap document que faci referència al pont o al camí on està situat. Informacions aportades per la gent de la comarca, i per la tipologia del pont, es creu que inicialment devia ser una palanca de fusta que va ser substituïda al S. XIX pel pont de pedra actual.